# François Baco

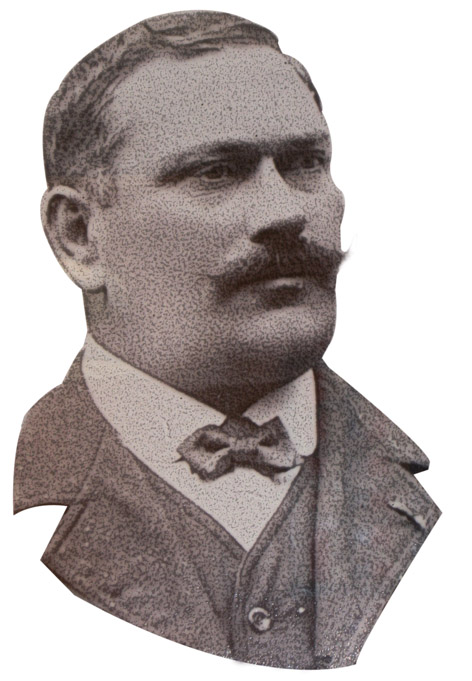
François Baco

François Baco (* 11. Mai 1865 in Peyrehorade; † 17. März 1947 in Labatut) war ein französischer Lehrer und Rebzüchter. Einige seiner erfolgreichsten Züchtungen tragen noch heute seinen Namen.
In Lesperon, Villeneuve de Marsan, Dax, Labatut, Soustans, Morceux und später in Bélus in den Landes gab Baco zunächst Schulunterricht. Durch Duffour-Bazin engagierte er sich im Kampf gegen die Reblaus, die seit dem Jahr 1880 die örtlichen Rebflächen bedrohte. Bei Lucien daniel erlernte er das professionelle Pfropfen von europäischen Edelreben auf amerikanischen Unterlagsreben.
Mit dem Auftreten der Pilzkrankheit Schwarzfäule der Rebe im Jahr 1896 begann er mit der Züchtung pilzresistenter Hybridreben. Über 1200 Blütenstände befruchtete er nach einer Systematik und pflanzte schließlich über 50.000 Kerne auf dem Gut seines Freundes Jules Darrignan, Grand Boué in Labatut, aus. In mehrjährigen Kontrollen selektionierte Baco aus den über 50.000 Setzlingen ca. 7000 Pflanzen, von denen ab dem Jahr 1912 kaum mehr als 10 Sorten vermarktet wurden.

## Die wichtigsten Züchtungen
- Die Rebsorte Baco Blanc (auch Baco 22A genannt) entstand im Jahr 1898 aus einer Kreuzung der Rebsorten Folle Blanche x Noah. Bis zum Anfang der 1970er-Jahre war sie der Hauptbestandteil des Weinbrands Armagnac und wurde dann durch das generelle EU-Verbot von Hybridreben von der Rebsorte Ugni Blanc abgelöst. Sie wurde seitdem stark gerodet und war offiziell nur noch bis Ende 2010 zugelassen. Nachdem bei der Erhebung im Jahr 1958 noch 24.427 Hektar Rebfläche erhoben wurden[1], waren es laut der letzten Erhebung von ONIVINS waren im Jahr 2007 nur noch 827 Hektar, die im Südwesten Frankreichs mit Baco Blanc bestockt waren[2][3].

Aufgrund der Empfindlichkeit gegenüber der Goldgelben Vergilbung (franz.: Flavescence dorée) nahm ihr Anteil ebenfalls stark ab. Anfangs vermarktete François die Rebsorte unter dem Namen Maurice Baco, in Angedenken an seinen im Alter von 17 Jahren verstorbenen Sohn.
- Baco Noir (auch Baco 1 genannt) entstand im Jahr 1902 aus einer Kreuzung der weißen Folle Blanche x Vitis riparia. Sie wurde zeitweilig in verschiedenen Weinbauregionen Frankreichs kultiviert. Ihre Rebfläche betrug im Jahr 1958 noch 11.749 ha. 1951 wurde Baco Noir in den USA eingeführt, wo sie in vielen kühleren Weinbauregionen (New York (→ Weinbau in New York, 240 Hektar Rebfläche mit Baco Noir), Michigan (→ Weinbau in Michigan), Mississippi (→ Weinbau in Mississippi), Wisconsin (→ Weinbau in Wisconsin), New Hampshire (→ Weinbau in New Hampshire) und Pennsylvania (→ Weinbau in Pennsylvania)) auch heute noch von großer Bedeutung ist. Seit 1955 ist die Rebsorte auch in Kanada in Gebrauch.

Andere Sorten trugen die Namen La Céline (Baco 12-12), L’Estellat (Baco 30-12), Olivar (Baco 30-15), Douriou (Baco 37-16), Chasselas Baco (Baco 7A), Tôtmur (Baco 2-16), Le Rescapé (Baco 9-11) oder Le Cazalet (Baco 58-15).